# 올'리브의 텔레비전 프로그램 목록
다음은 올'리브 텔레비전 프로그램의 관련 작품을 통해 발표된 순서로 나열 및 정리한 것이다.
- 표기 방식
  - 장르 프로그램 제목 (방송 기간)

- 장르 구분

| S  | 보도 · 시사        |
| I  | 교양               |
| DO | 다큐멘터리         |
| V  | 연예 · 오락 · 예능 |
| M  | 음악               |
| Q  | 퀴즈               |
| DR | 국내 드라마        |
| F  | 외화 드라마        |
| AN | 만화 · 애니메이션  |

## *
- 2013 올리브 푸드 페스티벌

## ㄱ
- 계절의 식탁
- 고두심의 요리의 정석
- 김코흐트의 딜리셔스 코리아

## ㄷ
- 두 남자의 캠핑쿡

## ㅁ
- V 마스터셰프 코리아
- I 만두명가
- V 모두의 주방

## ㅅ
- 신애라의 요리의 정석
- 서태화의 누들샵#
- 셰프의 야식
- 슬기로운 생활 (2020년 11월 23일 ~ 2021년 1월 25일)
- 신사의 품격

## ㅇ
- 오늘부터 1일
- 올리브쇼
- 올리브리스트
- 올리브 ID
- 잇시티
- 아웃도어 캠핑 레시피
- 아소다: 아이돌 소셜다이닝
- 윤계상의 원테이블
- 원나잇 푸드트립

## ㅈ
- 자연애죽
- 제면명가
- 제이미의 30분 레시피
- 지혜로운 소비생활

## ㅊ
- 최지우의 딜리셔스 코리아
- 최강食록
- 치킨로드

## ㅋ
- Q 크레이지 마켓
- 컵케이크 워

## ㅌ
- 테이스티 로드

## ㅍ
- 푸드톡플러스
- 프리한마켓10

## ㅎ
- 한식대첩
- 홈메이드쿡 by 김소희
- 홈메이드쿡 : 밥상닥터